# Primærvej
En primærvej er en ældre betegnelse for en vejklasse, der indeholder veje mellem en by og fjernveje samt i større byer tillige mellem bydele. Primærveje kendetegnes ved hastigheder på 50 km/t eller mere, få vejtilslutninger og da som regel i form af større, lysregulerede vejkryds. Primærveje kan have mere end to vejspor og midterrabat.
Betegnelsen "primærvej" stammer fra 1969. I senere vejplanlægning henregnes primærveje til vejklassen "trafikveje".
Primærvej kan også have betydningen: Vej i et vejkryds, hvortil er tilsluttet en i trafikal henseende mindre betydende vej, en sekundærvej, som er pålagt ubetinget vigepligt.
En nyere formel primærvej kaldes en primærrute.

## Ekstern henvisning
- Byernes Trafikarealer – vejregler.dk